# بطولة شينجن المفتوحة
بطولة شينجن المفتوحة لكرة المضرب (بالإنجليزية: Shenzhen Open)‏ هي بطولة كرة مضرب للسيدات والرجال. تُقام في مدينة شينجن في الصين، على الملاعب الصلبة الخارجية في مركز شينغن لونغانغ للتنس، المحتوي على 32 ملعب. أُقيمت البطولة لأول مرة للاعِبات التنس في سنة 2013، ثم أُقيمت بطولة الرجال في سبتمبر 2014.

## نتائج البطولة

### فردي الرجال
| السنة | البطل      | الوصيف       | النتيجة             |
| ----- | ---------- | ------------ | ------------------- |
| 2014  | أندي موراي | تومي روبريدو | 5–7, 7–6(11–9), 6–1 |

### زوجي الرجال
| السنة | الأبطال                     | الوصافة               | النتيجة       |
| ----- | --------------------------- | --------------------- | ------------- |
| 2014  | جان جوليان روجر هوريا تيكاو | سام غروث كريس جيوشيون | 6–4, 7–6(7–4) |

### فردي السيدات
| السنة | البطلة | الوصيفة          | النتيجة       |
| ----- | ------ | ---------------- | ------------- |
| 2014  | لي نا  | بنغ شواي         | 6–4, 7–5      |
| 2013  | لي نا  | كلارا زاكوبالوفا | 6–3, 1–6, 7–5 |

### زوجي السيدات
| السنة | البطلة                          | الوصافة                           | النتيجة  |
| ----- | ------------------------------- | --------------------------------- | -------- |
| 2014  | مونيكا نيكوليسكو كلارا كوكالوفا | ليدميلا كيشينوك ناديا كيشينوك     | 6–3, 6–4 |
| 2013  | تشان هاو تشينغ تشان ينغ جان     | ايرينا بورياشوك فاليريا سولوفايفا | 6–0, 7–5 |